# Тужилаштво Босне и Херцеговине
Тужилаштво Босне и Херцеговине је орган надлежан за спровођење истраге за кривична дјела за која је надлежан Суд Босне и Херцеговине те за гоњење починилаца пред Судом.
Сједиште Тужилаштва је у Сарајеву.

## Организација
Тужилаштво Босне и Херцеговине је основано 6. августа 2002. на основу одлуке високог представника за БиХ којом је донио Закон о Тужилаштву Босне и Херцеговине.
Основним текстом Закона о Тужилаштву Босне и Херцеговине је било предвиђено да послове Тужилаштва обављају главни тужилац, три замјеника главног тужиоца и одређени број тужилаца. Данас, тужилачке послове обављају главни тужилац, четири замјеника главног тужиоца и одређен број тужилаца. Бира и именује их Високи судски и тужилачки савјет Босне и Херцеговине.
У оквиру Тужилаштва основано је Посебно одјељење за ратне злочине, као и Посебно одјељење за организовани криминал, привредни криминал и корупцију. Посебна одјељења чине руководиоци одјељења и тужиоци. Замјеници главног тужиоца обављају дужност руководилаца посебних одјељења.
Колегијум тужилаца чине: главни тужилац, замјеници главног тужиоца и тужиоци. Управом Тужилаштва руководи главни тужилац који доноси општа упутства за рад тужилачких и административних одјељења. Правилник Тужилаштва доноси главни тужилац уз одобрење Колегијума тужилаца и Високог судског и тужилачког савјета. Тужилаштво има и секретара, те остало особље одговорно за стручне, административне и техничке послове. Такође, међународни тужиоци могу бити именовани у посебна одјељења. Они не могу бити држављани Босне и Херцеговине нити било које од сусједних држава. Међународни замјеници главног тужиоца обављају дужност руководилаца посебних одјељења.

## Референдум о Тужилаштву
На посебној сједници Народне скупштине Републике Српске од 13. априла 2011. усвојен је низ закључака о раду Суда и Тужилаштва Босне и Херцеговине, посебно са аспекта селективног приступа у процесуирању ратних злочина на штету српског народа. Донесен је и закључак о неопходности одржавања референдума на којем би се грађани Републике Српске изјаснили о наметнутим законима и кршењу Европске конвенције о људским правима од стране високих представника. Расписан је републички референдум са питањем: „Да ли подржавате наметнуте законе од стране високог представника међународне заједнице у БиХ, посебно о Суду и Тужилаштву БиХ и њихову неуставну верификацију у Парламентарној скупштини БиХ?“ Приликом посјете високог представника ЕУ за спољну политику и безбједност, дана 13. маја 2011, постигнут је договор о отварању Структуралног дијалога о реформи правосудног система у БиХ на којем би као приоритетна била разматрана питања кључна за рад и функционисање Суда и Тужилаштва БиХ. На основу договора стављена је ван снаге претходна Одлука о расписивању републичког референдума.
Затим је Народна скупштина Републике Српске донијела закључке којим посебно наглашава демократско право Републике Српске на изражавање става и мишљења о сваком питању које се тиче Републике, задржавајући право да легалним путем оспорава акте са којима није сагласна у процедури и меритуму. Пратећи вишегодишње спровођење препорука у оквиру структуралног дијалога констатовано је да он није дао жељене ефекте. Због тога је предсједник Републике Српске, дана 1. јула 2015, поново предложио расписивање републичког референдума са питањем: „Да ли подржавате неуставно и неовлашћено наметање закона од стране високог представника међународне заједнице у Босни и Херцеговини, посебно наметнуте законе о Суду и Тужилаштву БиХ и примјену њихових одлука на територији Републике Српске?” Међутим, скупштинска Одлука о расписивању републичког референдума је службено објављена тек двије године касније, а потом и стављена ван снаге.